# Гульрипський район
Гульри́пський райо́н (абх. Гәылрыҧшь араион) — район самопроголошеної Республіка Абхазії, розташований в центрі республіки. Адміністративний центр району — селище Гульрипш.

## Географія
Район на півночі межує з Карачаєво-Черкеською республікою Росії, на заході — з Гудаутським районом, на південному сході та півдні — з Очамчирським районом, на північному сході — з Грузією, на південному заході має вихід до Чорного моря.
До моря по території району течуть такі річки (подані із північного заходу на південний схід) з притоками:
- Келасурі
  - Схамач
- Мачара
- Пшапі
- Кодорі
  - Гвандра
    - Квил

  - Хецквара
  - Чхалта
    - Азанзе
    - Марух

  - Зіма
  - Квабчара
  - Учкурна
  - Джампал
    - Лахта
      - Пардзел

    - Аргаш
    - Амткел

## Населення
Населення району в 2003 році становило 17 962 особи.
Населення району станом на 2011 рік становить 18 146 осіб, з яких усе населення є сільським.

### Національний склад
Станом на 2003 рік: вірмени — 9374 (52,2%), абхази — 4879 (27,2%), росіяни — 2381 (13,3%), грузини — 804 (4,5%), греки — 118 (0,7%), українці — 115 (0,6%), естонці — 65 (0,4%), осетини — 24 (0,1%), інші — 202 (1,1%).